# ...Nici o stea
...Nici o stea este un album realizat de solista de muzică pop rock Laura Stoica și lansat în anul 1997. Materialul include zece piese și a apărut la casa de discuri Calavis Music Company, fiind editat sub formă de compact disc și casetă audio. Albumul a fost reeditat de Roton sub formă de compact disc de două ori: prima dată, în anul 1999, când a fost distribuit împreună cu revista Unica și având grafica diferită față de ediția inițială, iar a doua oară, în anul 2006, de data aceasta fiind păstrată grafica inițială.

## Piese
1. Azi vei veni (Iulian Vrabete / Iulian Vrabete)
2. Hei, hai, vino... (Laura Stoica / Laura Stoica)
3. Ei știu tot (Eugen Mihăescu / adaptare după Adrian Păunescu)
4. În singurătate (Laura Stoica / Laura Stoica)
5. Ai să vezi (Vlady Cnejevici / Nana Cnejevici)
6. Cartierul cântă rock (Nicu Damalan / Laura Stoica)
7. Nu e de-ajuns (Iulian Vrabete / Iulian Vrabete)
8. Uită (Vlady Cnejevici / Nana Cnejevici, Laura Stoica)
9. Toamnă pe autostradă (Eugen Mihăescu / adaptare după Adrian Păunescu)
10. ...Nici o stea (Nicu Damalan / Laura Stoica)

## Personal
- Laura Stoica – vocal
- Eugen Mihăescu – chitară, voce de fundal
- Vlady Cnejevici – claviaturi, voce de fundal
- Iulian Vrabete – bas, voce de fundal
- Răzvan Lupu „Lapi” – tobe
- Nicu Damalan – chitară
- Alin Constanțiu – saxofon
- Marius Bațu – voce de fundal
- Mihai Coman – voce de fundal

Materialul a fost înregistrat de Mihai Coman, Nicu Burghelea și Gabi Andrieș la studioul Magic Sound din București (iunie–iulie 1996) și a fost masterizat de Frank Sievert la studioul ILS Recording & Mastering din Essen, Germania. Piesa „Ei știu tot” a fost mixată de Mihai Coman și Gabi Andrieș. Fotografii realizate de Dimitrios Adonaropoulos (pentru ediția inițială) și de Răzvan Semănaru (pentru ediția distribuită cu revista Unica).